# Lac de Magazzolo
Le lac de Magazzolo est un lac artificiel situé en Sicile formé par le Magazzolo (it).
Il se trouve sur le territoire des municipalités de Bivona et Alessandria della Rocca dans la province d'Agrigente. Il est entouré par les monts Sicanes.